# Музей текстиля (Джакарта)
Музей текстиля (индон. Museum Tekstil) — музей в Индонезии, в котором представлена коллекция текстиля из Индонезии, которая является крупнейшим в мире архипелагом и состоит из 5 основных островов и около 30 небольших архипелагов с уникальной текстильной культурой.
Музей был открыт 28 июня 1978 года, находится в г.Джакарта, Индонезия.

## История
Здание Музея текстиля было построено в начале 19-го века. Первоначально это был частный дом француза. Позже дом был продан Абдулу Азиз Ал Муссави аль Муса Хадим, который был турецким консулом Батавии. В 1942 году дом был снова продан Кэрел Кристиан Крукью. 

Во время войны за независимость Индонезии с 1945 по 1947 годы, здание использовалось в качестве главного офиса армии «Barisan Keamanan Rakyat» («Фронт народной безопасности»).

В 1947 году дом принадлежал Ли Сион Пхину, который сдавал его в аренду Департаменту по социальным вопросам Индонезии, который переделал дом в учреждение для пожилых людей. В конце концов, строение было передано правительству города и 28 июня 1978 года оно получило название Музея текстиля мадам Тянь Сухарто.

## Музей
Архитектура здания – неоклассический стиль с элементами барокко.
Здание музея оформлено художественными орнаментами и картинами. В музее функционируют демонстрационные залы, где показываются примеры традиционного текстиля со всех регионов Индонезии.
На заднем дворе до сих пор сохранился сад, где выращивают растения для создания натуральных красителей. Раньше в этом саду проводили эксперименты с растениями для получения самых ярких красок для текстиля.
Текстильный музей Джакарты также является образовательным учреждением, миссия которого заключается в сохранении культуры традиционного индонезийского текстиля. Здесь проводятся различные обучающие программы, лекции, семинары и дискуссии для общественности.

## Экспозиции
В Музее текстиля выставлены многие виды изделий традиционного индонезийского ткачества, например, яванский батик, батакский улос, икат с великолепными узорами и яркими цветами, которые выполняются исключительно вручную.
В нём также выставлены традиционные инструменты для ткачества и оборудование для производства текстиля.
Музей текстиля является одной из самых главных достопримечательностей Джакарты.